# Rodičovská mediace
Rodičovská mediace je strategie nebo postup rodičů, jak děti naučit správně a bezpečně zacházet s moderními technologiemi. Ve vývoji dítěte je důležitá především z důvodu jeho osobní bezpečnosti. Pomáhá chránit např. před kybernetickými hrozbami, na které mohou děti online jednoduše narazit. Rodičovská mediace může být také vnímána jako "specifický" nebo "nový" typ výchovy.

## Druhy rodičovské mediace
Existuje mnoho způsobů, jak k výchově přistupovat a jak vzdělávat děti o kyberbezpečnosti.

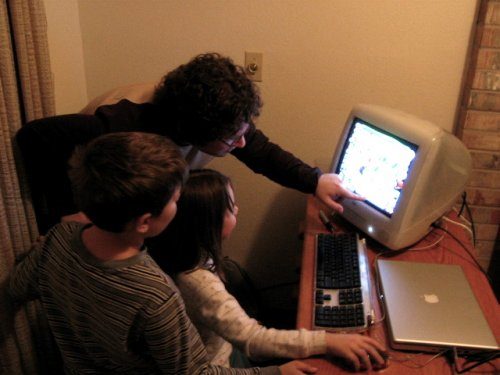
Aktivní mediace (spoluužívání)

Mezi nejčastější druhy rodičovské mediace patří:
- Aktivní mediace (spoluužívání): spočívá ve společném objevování online světa. Součástí je také diskuze o zájmech či zálibách na internetu. Rodič se aktivně podílí na vzdělávání. [2]

- Aktivní mediace bezpečného internetu: je založena na teoretické bázi, při které nedochází k praktickým ukázkám. Rodič vysvětluje, popisuje nebo varuje ohledně digitálního prostředí.[3]
- Restriktivní mediace: je pravým opakem aktivních mediací. Dochází zde k limitování jednotlivce při času stráveném online. Může se jednat o omezování či zakazování některých aplikací nebo například her.[3]
- Kontrola (monitoring): zde dochází ke zpětnému zjišťování, co dítě na internetu vyhledávalo nebo dělalo. Kontrola probíhá prostřednictvím různých nástrojů, sledování historie zařízení, nebo může docházet k nahlédnutí do soukromé konverzace.[3]
- Technická mediace: jedná se o programy, které mohou limitovat, blokovat nebo filtrovat určité stránky či omezovat strávený čas na internetu. Patří sem také programy, které chrání počítač před viry a spamy.[3]

## Rodičovská mediace zaměřena na teenagery
Rodičovská mediace v kontextu řešení problémů s teenagerem je mnohem komplexnější než u malých dětí. Přelomový rok nastává okolo 10 let v závislosti na vyspělosti dítěte. Zahrnuje strategický přístup zaměřený na prevenci možných budoucích komplikací. Cílem je nalezení dohody, která nejen řeší aktuální problémovou situaci, ale také minimalizuje riziko vzniku budoucích konfliktů. V průběhu rodičovské mediace je cílem vytvořit prostředí, které podporuje otevřenou a konstruktivní komunikaci. Nesmí se zapomínat na bezpečnostní rizika a vést mladistvé k zodpovědnému fungování na internetu.
V období pandemie COVID-19 se zvýšilo používání technologií dětmi a dospívajícími. Studie zaznamenaly více času stráveného na internetu a sociálních sítí. Bylo zvýšeno také rizikové používání v podobě kyberšikany nebo zaobírání se pornografií, které mělo v důsledku negativní dopad na uživatele. Z tohoto důvodu se rodiče začali zajímat o téma rodičovská mediace.

## Mezikulturní rozdíly v rodičovských mediacích
Rodičovská mediace závisí do určité míry na znalostech a zkušenostech rodičů v oblasti internetu, je to také zapříčiněno jejích pozdního učení se s internetem v průběhu života. Dále je důležité brát ohled na kulturní a sociální prostředí, ve kterém dané osoby žijí. Způsob řešení problémů v rodině se může výrazně lišit v závislosti na geografické poloze, například ve Spojených státech může být přístup odlišný od přístupu v Brazílii. Mediaci může silně ovlivnit náboženské vyznání dané kultury.
Pasivní postoj při usměrňování dětí na internetu podle výzkumnice Kirwill zaujímají rodiče v zemích, ke kterým řadíme i Českou republiku. Opačný způsob řešení problému používají rodiče v severských a západoevropských státech.